# Kepler-21 b
Kepler-21 b est une exoplanète en orbite autour de Kepler-21 (également désignée par HD 179070), une étoile de type spectral F6IV située à environ 352 années-lumière (108 parsecs) du Système solaire, dans la constellation de la Lyre. Il s'agit d'un corps de 1,6 rayon terrestre orbitant en 2,8 jours à un peu moins de 0,043 UA de son étoile parente. Cette dernière étant sensiblement plus grosse, plus massive et plus brillante que le Soleil, Kepler-21 b aurait une température d'équilibre moyenne de plus de 1 680 °C.
La masse de cette planète étant inconnue, il est impossible d'en préciser la nature ; elle pourrait être de type Neptune chaud ou super-Terre, voire de tout intermédiaire entre ces deux typologies.